# Namibisch-schwedische Beziehungen
Die namibisch-schwedischen Beziehungen beschreiben das aktuelle und historische zwischenstaatliche Verhältnis zwischen Namibia, ehemals auch Deutsch-Südwestafrika bzw. Südwestafrika, und Schweden.

## Geschichte

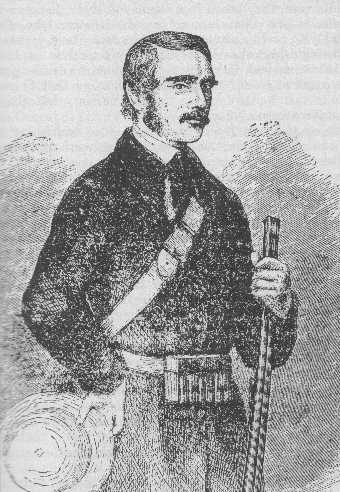
Karl Johan Andersson (um 1890)

Schweden waren in der Zeit vor dem deutschen Schutzgebiet Deutsch-Südwestafrika, etwa zwischen 1850 und 1880, die führenden europäischen Händler und stellten die größte Gruppe Ausländer im heutigen Namibia dar. 
Karl Johan Andersson gründete Anfang der 1860er Jahre einen Handelsposten in Otjimbingwe.  Nach seinem Tod eröffnete sein Landsmann und bis dahin Auszubildender Axel Wilhelm Eriksson eine Handelszentrum in Omaruru. Hier gründete er auch mit Thure Een und Anders Ohlsson, der herausragendsten historischen Persönlichkeit des Bierbrauens im südlichen Afrika, die Omaruru Brewery, die erste Brauerei des Landes.
Historisch waren die schwedischen Händler und Siedler vor allem eng mit den OvaHerero verbunden, was sich u. a. durch Heiraten zeigte.
Von der schwedischen Zeit im heutigen Namibia zeugt unter anderem noch das städtische Museum von Omaruru, ein altes Gebäude der Rheinischen Missionsgesellschaft, in dem Axel Eriksson seine erste Frau, Fanny Stewardson, in der ersten christlichen Trauung im Land ehelichte. Zudem befinden sich unweit von hier das Lindholm-Haus, in dem Oskar Theodor Lindholm (1834–1897) ebenso, u. a. mit seinem Sohn Friedrich Wilhelm Lindholm (1868–1952), zu Hause war, wie auf der gleichnamigen unweit nordwestlich von Omaruru gelegenen Farm und weiteren Farmen in der Gegend.
Schweden leistete einen bedeutenden Beitrag zu Unabhängigkeit Namibias 1990.
Von 2006 bis 2012 leitete der deutsch-namibische Aktivist und Afrikanist Henning Melber die Dag Hammarskjöld Stiftung in Uppsala.

## Heutige Situation
Die diplomatischen Beziehungen beider Staaten gelten als hervorragend. Namibia unterhält eine Botschaft in Stockholm, während Schweden in Windhoek mit einem Honorarkonsulat vertreten ist. Bis 2008 hatte auch Schweden eine Botschaft in Namibia.
Es besteht unter anderem eine Städtepartnerschaft zwischen Swakopmund und Malmö sowie zwischen Omaruru und Vänersborg.
Schweden leistet durch seine nationalen Organisationen der Entwicklungszusammenarbeit einen großen Beitrag zum Aufbau Namibias seit 1990.
Schweden hatte beim Handel mit Namibia im Jahr 2018 einen deutlichen Handelsüberschuss von etwa 214 Millionen Schwedischen Kronen. Insgesamt importierte Schweden in dem Jahr Waren und Dienstleistungen im Wert von 14,2 Millionen SEK aus Namibia und exportierte für 228,7 Millionen SEK.